# Ricensia micrastigma
Ricensia micrastigma là một loài bướm đêm trong họ Noctuidae.